# Chris Borland
Christopher „Chris“ Borland (* 26. Dezember 1990 in Kettering, Ohio) ist ein ehemaliger US-amerikanischer American-Football-Spieler auf der Position des Linebackers. Er spielte eine Saison für die San Francisco 49ers in der National Football League (NFL). Nach der erfolgreichen Saison beendete er seine Karriere, da er sich nicht weiter dem Risiko von Schädel-Hirn-Traumata und deren Folgen aussetzen wollte.

## Jugend
Chris Borland wurde als eines von acht Kindern von Jeff and Zebbie Borland am 26. Dezember 1990 in Kettering, Ohio geboren.
Er besuchte die „Archbishop Alter High School“ in Kettering, wo er Mannschaftskapitän war und zum Most Valuable Player (MVP) gewählt wurde. In seinem letzten Jahr, erzielte er in der Defense 72 Tackles, eine Interception, erzwang einen Fumble und eroberte zwei. Darüber hinaus erlief er in der Offense 1.230 Yards und erzielte 19 Touchdowns.

## College
College Football spielte Borland für die University of Wisconsin, wo er in fünf Jahren in 55 Spielen zum Einsatz kam. Er erzielte 420 Tackles, 17 Sacks, 3 Interceptions, erzwang 15 Fumbles und eroberte 8. Seine 15 erzwungenen Fumbles waren ein neuer Rekord für die Big Ten Conference.

## NFL
Chris Borland wurde im NFL Draft 2014 von den San Francisco 49ers in der dritten Runde als 77. Spieler ausgewählt. Zu seinem ersten Einsatz von Beginn an kam Borland in der 7. Woche der Regular Season. Im Spiel gegen die Denver Broncos erzielte er acht Tackles, sowie seinen ersten und einzigen Sack in der NFL – gegen den Quarterback der Broncos, Peyton Manning.
In den nächsten sechs Wochen erzielte Borland fünf Mal mehr als zehn Tackles pro Spiel.
Für seine Leistungen im November wurde er zum NFL's Defensive Rookie of the Month (Verteidiger des Monats, der Rookies) gewählt. Nach dem 14. Spiel der 49ers wurde Borland wegen einer Knöchelverletzung auf die Injured Reserve List gesetzt und beendete seine Saison mit 108 Tackles, einem Sack, und zwei Interceptions. Er kam dabei nur in zehn Spielen zum Einsatz, in acht davon spielte er von Beginn an als Starter.
Am 16. März 2015 gab Borland bekannt, dass er seine Karriere in der NFL beende. Als Grund gab er an, dass er sich dem Risiko von Schädel-Hirn-Traumata und deren Folgen, etwa Dementia pugilistica, nicht weiter aussetzen wolle. Er verließ damit die Liga nur eine Woche nach dem ebenfalls überraschenden Karriereende von Patrick Willis, den Borland bei den 49ers ersetzen sollte.